# Hans Klok

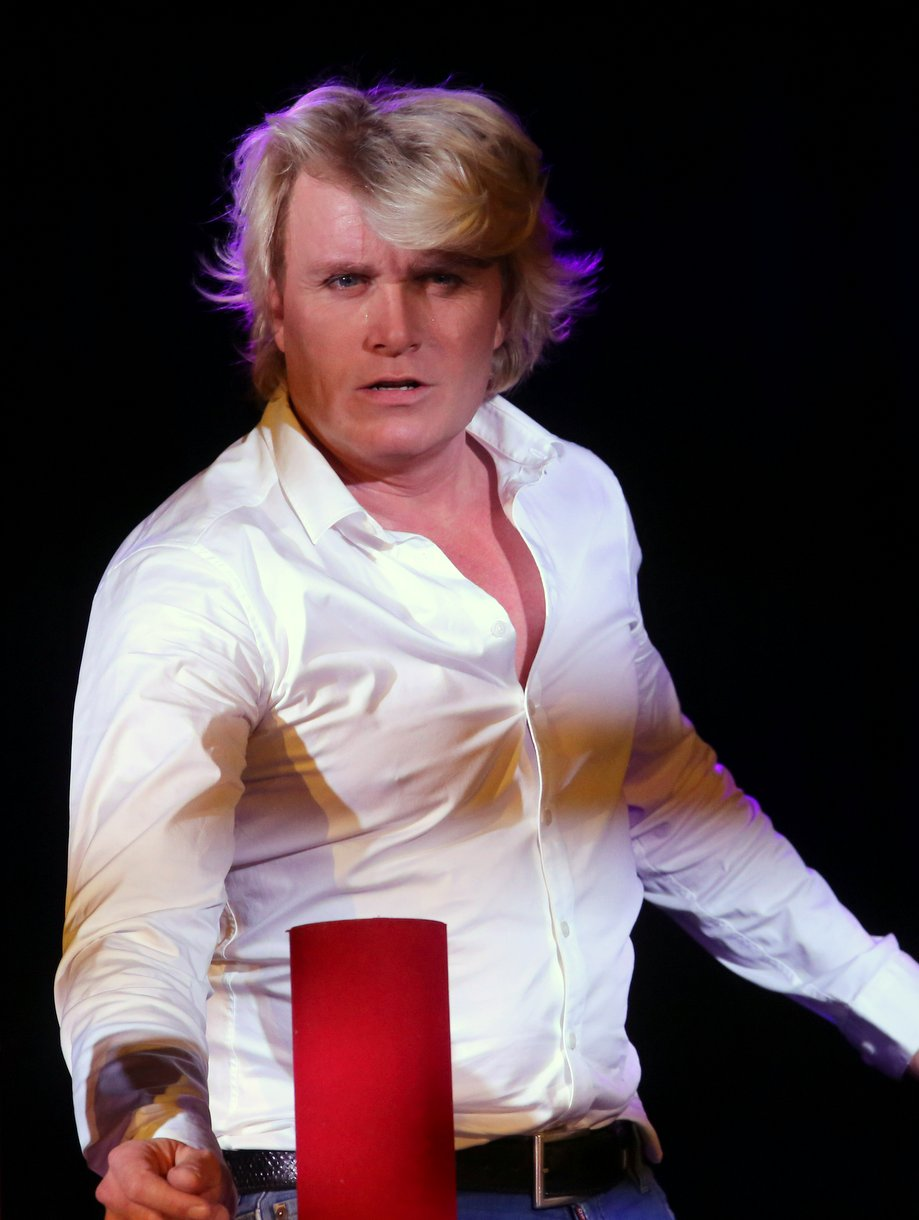
Hans Klok (2015)

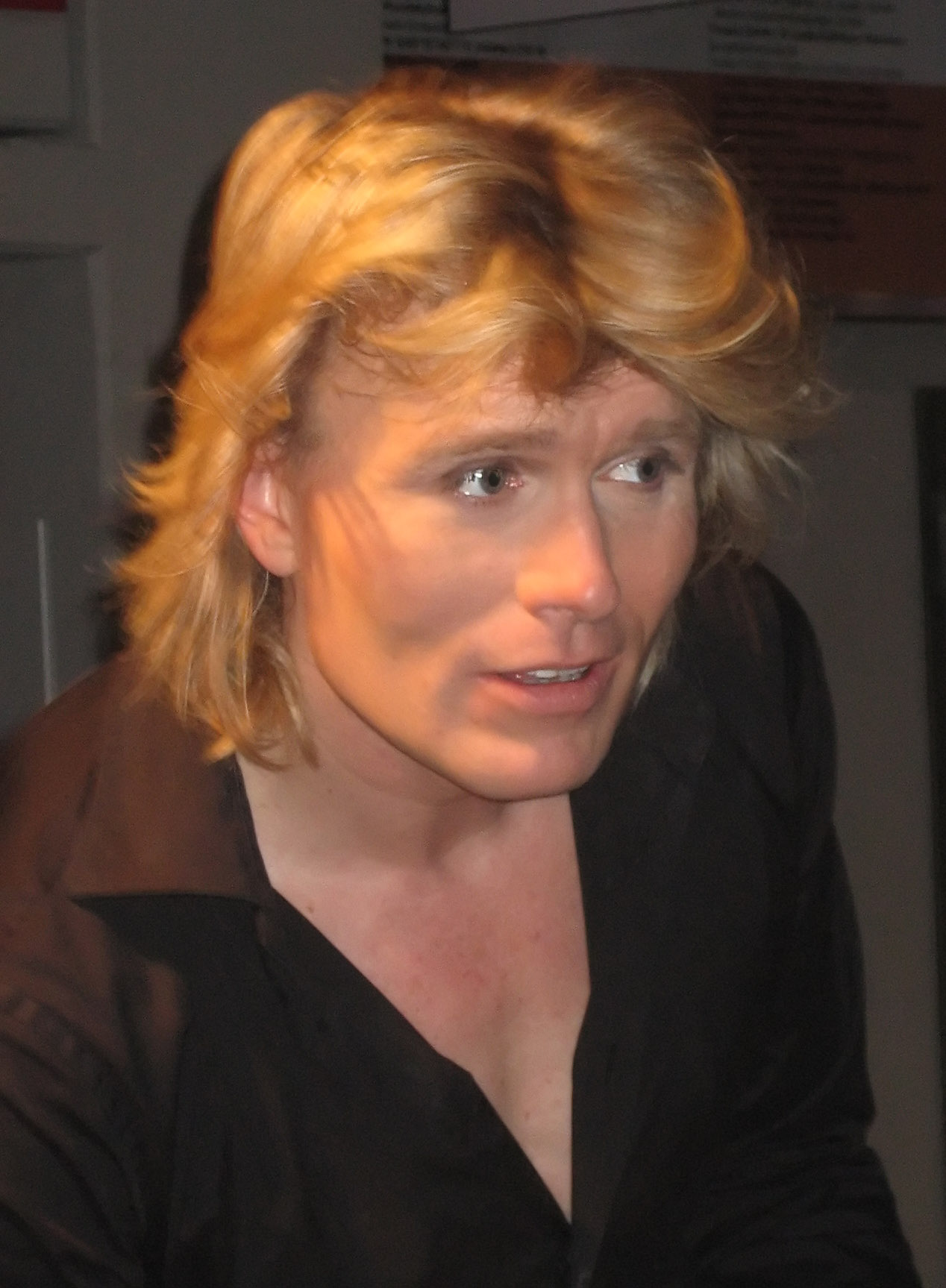
Hans Klok (2008)

Johannes Franciscus Catharinus Klok (* 22. Februar 1969 in Purmerend, Nordholland) ist ein niederländischer Zauberkünstler.

## Leben
Hans Klok wurde als Sohn des Ingenieurs Klaas (1940–2002) und seiner Frau Gerda (* 1939) geboren. Er begann sich für das Zaubern zu interessieren, als er im Alter von zehn Jahren von seinem Großvater einen Zauberkasten geschenkt bekam. 1992 erhielt er seine erste eigene Show, die in den Niederlanden bereits 170.000 Zuschauer anzog. Viele seiner Illusionen wurden von seinem Vater gebaut. 1994/95 trat er erstmals in Las Vegas auf und 1996 wurde er für die NBC-Show Die größten Magier der Welt engagiert.
Den Fernsehpreis Goldene Europa erhielt er im Jahre 2000 als bester Entertainer. 2003 wurde er offizieller Botschafter der UNICEF und tourte mit seiner Show History of Magic durch über 60 Städte in Europa und Dubai. Bei der Fußball-Weltmeisterschaft 2006 in Deutschland hatte er bis jetzt sein größtes Publikum, als er vor 500 Millionen Zuschauern in 152 Ländern die Trophäe erscheinen ließ. Am 1. Juni 2007 hatte im Planet-Hollywood-Resort die von Joop van den Ende produzierte Show The Beauty of Magic Premiere, bei der auch Pamela Anderson als Assistentin auftrat. Er ist damit der erste niederländische Entertainer mit einer eigenen Show am Las Vegas Strip. Im April 2008 tourte Hans Klok mit seiner Show Live from Las Vegas durch Deutschland. Eine seiner Shows trug den Titel House of Mystery.
Seit seinem Coming-out im Jahre 1991 war er 17 Jahre lang mit einem Physiotherapeuten liiert, der einen Sohn in die Beziehung mitbrachte.